# Charlie Hebdo
Charlie Hebdo è un periodico settimanale satirico francese.
L'azione di critica è rivolta in primis alla difesa delle libertà individuali, civili e collettive, com'è difeso il diritto alla libertà d'espressione a partire dal proprio interno: non è infatti raro che i differenti redattori si siano trovati in disaccordo su temi più o meno importanti, per esempio in occasione del Referendum sulla Costituzione Europea. 

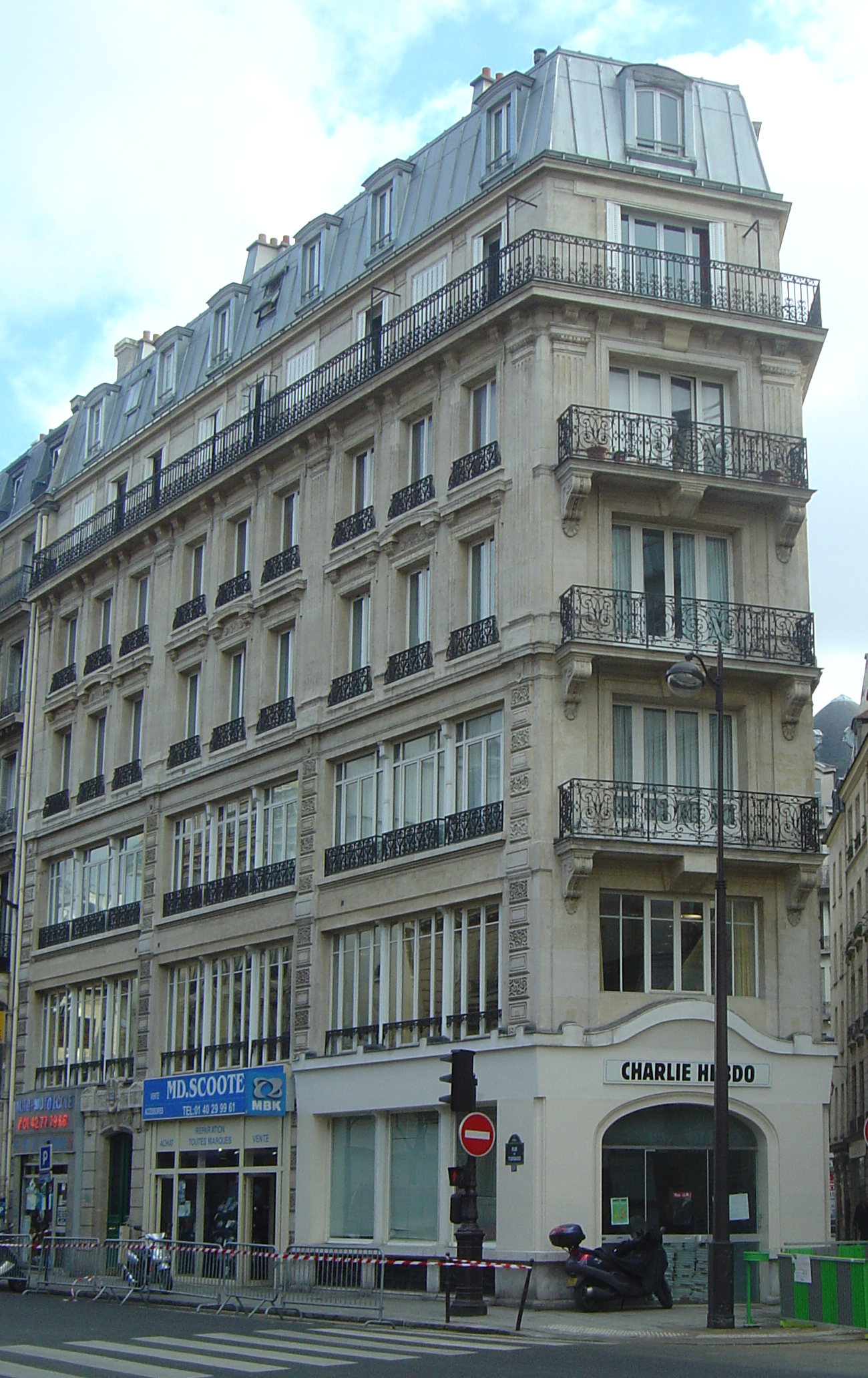
La vecchia sede di Charlie Hebdo in rue de Turbigo a Parigi; successivamente la redazione si spostò dapprima in boulevard Davout, quindi in rue Nicolas Appert, ove accadde l'attentato del 2015.

## Storia

### Prima diCharlie Hebdo
La storia di Charlie Hebdo iniziò con il mensile Hara-Kiri. Nel 1960, Georges Bernier, alias Professeur Choron, e François Cavanna diedero vita al giornale satirico, definendolo «bête et méchant» (stupido e cattivo). Choron ne divenne il direttore. Cavanna, redattore capo, costruì progressivamente una squadra comprendente Topor, Fred, Reiser, Wolinski, Gébé, Cabu. Il giornale subì la sospensione giudiziaria delle pubblicazioni per due volte, nel 1961 e nuovamente nel 1966. Quest'ultimo divieto fu ritirato sei mesi più tardi, ma alcuni collaboratori (come Gébé, Cabu, Topor, Fred) non tornarono alla redazione, mentre arrivarono Delfeil de Ton, Fournier e Willem.

### 1969-1981
Nel 1969, lo stesso gruppo, sotto la guida di Cavanna, decise di trasformare il mensile in settimanale. Gébé e Cabu tornarono nel gruppo. Nel febbraio 1969 fu lanciato Hara-kiri-hebdo, che nel maggio 1969, prese il nome di L'hebdo hara-kiri.
Nel novembre 1970 il generale Charles de Gaulle morì, nella sua residenza privata a Colombey. L'Hebdo titolò in copertina «Bal tragique à Colombey - un mort» (Tragico ballo a Colombey - un morto), facendo riferimento al tragico incendio in una sala da ballo, avvenuto dieci giorni prima, che aveva provocato 146 morti. A causa di ciò la pubblicazione dell'"Hebdo hara-kiri" fu bloccata dal Ministro dell'Interno. La redazione del giornale decise di continuare comunque le pubblicazioni, aggirando il divieto con il cambio di nome del giornale in Charlie Hebdo. Il nuovo titolo derivava dal mensile Charlie, che Bernier e Delfeil de Ton avevano lanciato nel 1968.
"Charlie" deve la sua fama anche ai Peanuts: Delfeil de Ton fu, per un anno,  redattore capo del "Charlie Mensuel" e pubblicò, introducendoli in Francia, i Peanuts di Charles M. Schulz. C'era un riferimento a Charlie Brown, come quel mensile "pieno di humour e di fumetti", e venne perciò nominato Charlie (alla stregua di Linus van Pelt che aveva già dato il nome alla omonima rivista italiana). Charlie Hebdo continuò le pubblicazioni con lo stesso titolo senza riprendere i nomi iniziali ("Hara-kiri hebdo" o "l'hebdo Hara-kiri"). Il direttore delle pubblicazioni era Georges Bernier. Il redattore capo era Cavanna, nominato dall'intera équipe «angelo custode».
Nel 1971 Fournier rivela nel numero 14 che un tecnico del Commissariato all'energia atomica di Saclay avrebbe tentato di suicidarsi due anni prima appiccando un incendio nel suo laboratorio.
Nel dicembre 1981, a causa della diminuzione dei lettori, le pubblicazioni cessarono. Il giornale, infatti, non aveva abbastanza introiti pubblicitari, ma soprattutto non aveva un numero sufficiente di abbonati, sua principale fonte di sostentamento.

### 1992
Un giornale dal nome "Charlie Hebdo" riprese le pubblicazioni nel 1992.
Due disegnatori, Gébé et Cabu, reduci da "Hara-kiri", collaborarono al settimanale "La Grosse Bertha", creato nel 1991 e diretto da Jean-Cyrille Godefroy. In seguito ad attriti all'interno della redazione de "La Grosse Bertha", Philippe Val, Gébé, Cabu e alcuni giovani disegnatori talentuosi iniziarono a perseguire il progetto di creare un loro proprio settimanale.
Davanti alle difficoltà di una tale impresa, fecero appello ai più anziani Cavanna, Delfeil de Ton e Wolinski, sollecitando la loro collaborazione. Questi accetteranno senza esitare. Nel corso di una riunione-banchetto, alla ricerca del nome, Wolinski propose "et pourquoi pas 'Charlie Hebdo'? Le titre est libre !" (e perché non 'Charlie Hebdo'? La testata è libera!): la proposta fu immediatamente accettata.
Philippe Val, Gébé e Cabu procurarono il capitale per finanziare il primo numero. Fu creata una società per azioni. Detenendone l'80%, i tre furono praticamente i proprietari del giornale e ne assicurarono l'indipendenza politica.
Per il lancio, nel luglio 1992, il giornale beneficiò della prestigiosa notorietà del "Charlie Hebdo" storico, tanto più che vi si ritrovarono le firme d'avanguardia degli anni settanta: Cavanna, Delfeil de Ton, Gébé, Wolinski, Cabu; il formato poi era identico. Fu presentato e accolto non come un nuovo settimanale ma come il seguito, la ricomparsa del predecessore. Del primo numero sarebbero state vendute 100.000 copie: un grande successo.
Il Professor Choron, che ritenne di non aver ricevuto proposte adeguate da parte del nuovo giornale, tentò invece il rilancio simultaneo di un "Hara-Kiri" settimanale, ma la sua avventura fu breve.

### 1992 - 2001
In questo nuovo Charlie Hebdo, Philippe Val, Gébé e Cabu detenevano tutte le responsabilità. In particolare, Philippe Val era redattore capo e Gébé responsabile artistico.
Sotto la direzione di Philippe Val il giornale portò avanti delle battaglie assimilabili alla linea contestataria d'estrema sinistra. In questo si differenziava dalla linea editoriale del primo "Charlie Hebdo", che non mostrava particolari preferenze politiche.
Il secondo Charlie inoltre, non riuscì a mantenere la continuità e stabilità artistica del primo, poiché parecchi collaboratori lasciarono man mano il giornale. La maggior parte, a leggere le loro stesse dichiarazioni, licenziati dal redattore capo.
Il 26 aprile 1996 Cavanna, Val e Charb depositarono al Ministero dell'Interno 173.704 firme, ottenute in 8 mesi, con lo scopo di bandire il Front National, essendo quest'ultimo, a loro dire, irrispettoso degli articoli 1, 2, 4, 6 e 7 della Dichiarazione dei diritti dell'uomo e del cittadino.
Il giornale viene pubblicato tutti i mercoledì e pubblica ugualmente un certo numero di numeri extra, con frequenza variabile.

### 2002
Nel novembre 2002, il cronista filosofico di "Charlie Hebdo", Robert Misrahi, pubblicò una tribuna dibattito intitolata "Coraggio intellettuale", che trattava l'opera della scrittrice fiorentina Oriana Fallaci "La rabbia e l'orgoglio". In questo articolo si manifestava chiaramente un appoggio all'opera: "Oriana Fallaci dà prova di coraggio intellettuale [...] Non protesta solamente contro l'islamismo assassino. [...] Protesta anche contro la negazione in corso nell'opinione pubblica europea, sia italiana, sia francese, per esempio. Non si vuole vedere condannare mentre afferma con chiarezza il fatto che è l'Islam a partire in crociata verso l'Occidente, e non il contrario".
L'articolo suscitò vivaci reazioni da parte di alcune associazioni contro il razzismo. La settimana seguente, Charlie Hebdo pubblicò diverse lettere di lettori sbalorditi, aggiungendo una risposta a queste missive che prendeva le distanze dal cronista autore dell'elogio.

### 2004
Morto Gébé, Philippe Val gli succedette come direttore. Le vendite erano di circa 60 000 copie. In novembre fu creata una nuova rubrica, dedicata all'influenza della scienza sulla società, essenzialmente animata da Guillaume Lecointre e poi da Antonio Fischetti.
Alla fine del 2004, il giornalista Philippe Corcuff lasciò "Charlie Hebdo" in seguito a disaccordi editoriali con il gruppo editoriale e in particolare con Philippe Val.

### 2006

#### "L'affaire" delle caricature di Maometto

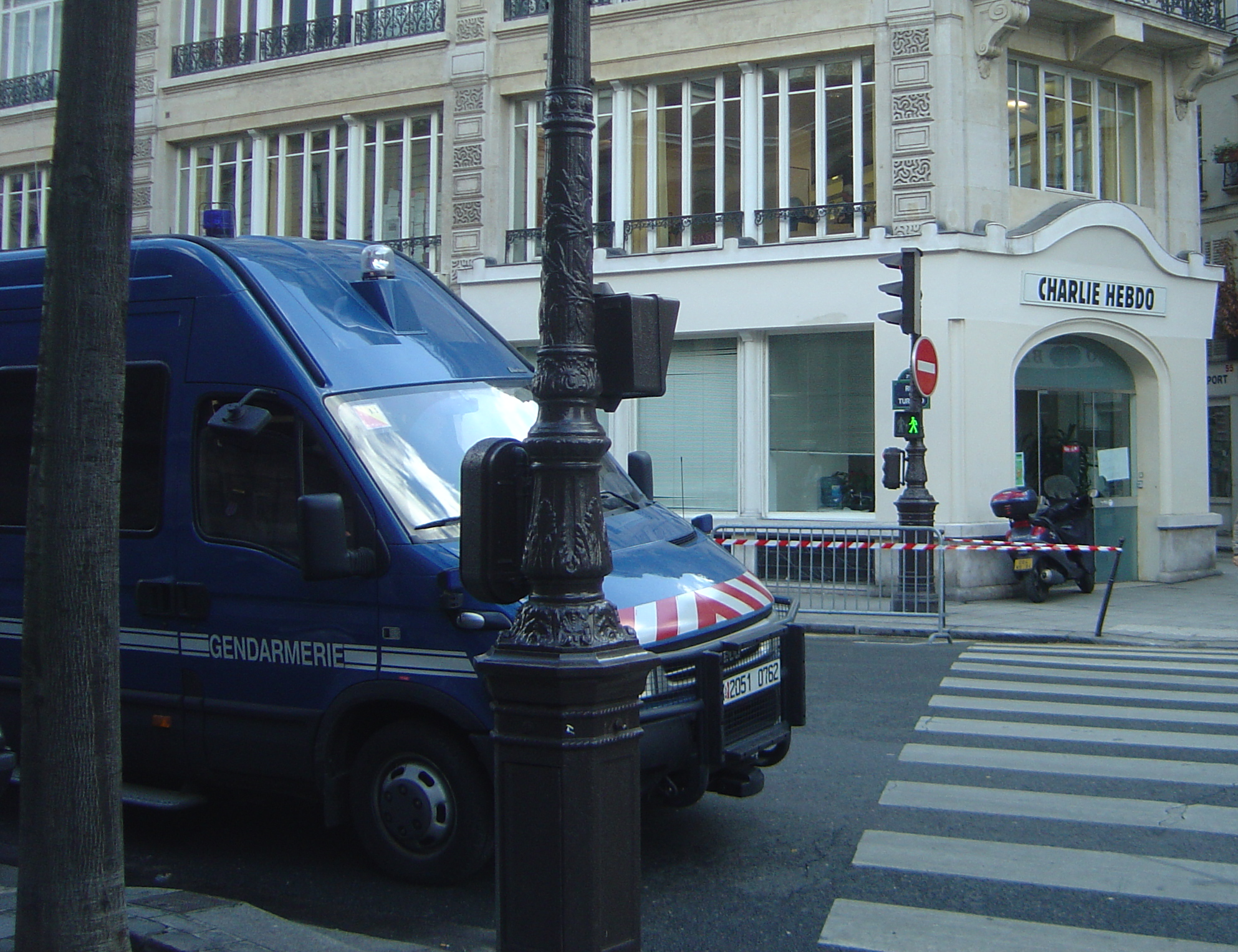
Presidio di polizia all'esterno della sede di Charlie Hebdo nei giorni della pubblicazione delle caricature di Maometto.

Mentre la tiratura era solitamente di 140 000 copie, l'8 febbraio 2006 160 000 copie furono pubblicate e tutte vendute. Il giornale decise allora due ristampe, giungendo alle 400 000 copie.
Quella settimana, Charlie Hebdo pubblicava la serie delle caricature di Maometto del giornale Jyllands-Posten. Le vignette scandinave avevano scatenato delle proteste la settimana precedente in alcuni paesi musulmani dopo che alcuni imam danesi avevano animato una campagna contro le vignette nel mondo musulmano.
Alcune organizzazioni musulmane francesi, come il Consiglio francese del culto musulmano, chiesero la messa al bando del numero del giornale che conteneva anche delle caricature di Maometto disegnate da collaboratori regolari del giornale. Questa richiesta non andò a buon fine a causa di un vizio di procedura.
L'episodio delle vignette portò alla pubblicazione del Manifesto dei dodici il primo marzo 2006.
Il 15 marzo 2006, il ministero della Cultura organizzò una serata in onore dei disegnatori della carta stampata, proprio a causa della questione delle caricature di Maometto. Plantu, Cabu, Wolinski e i più giovani Sattouf, Jul, Charb e Luz, tutti i disegnatori di Charlie, furono omaggiati. Un omaggio nel quale il direttore del gabinetto del ministro, Henri Paul, riaffermò lo statuto di «agenti della libertà» dei vignettisti, e parlò della creazione di una «missione per la conservazione e la valorizzazione del disegno della carta stampata», patrocinata da Wolinski. L'associazione degli amici d'Honoré Daumier, aveva ispirato l'avvenimento.

### 2008

#### Licenziamento di Siné
In seguito alla pubblicazione di una vignetta satirica nei confronti di Jean Sarkozy (figlio dell'allora presidente francese Nicolas Sarkozy), riguardante una possibile conversione all'ebraismo di Jean in modo da poter sposare un'attrice ebrea, lo storico vignettista Maurice Sinet viene accusato di anti-semitismo. Philippe Val, direttore di Charlie Hebdo, ordina a Siné di scrivere una lettera di scuse, pena il licenziamento. Siné rifiuta, venendo così immediatamente licenziato. In seguito un tribunale francese ordinerà un risarcimento di 40.000 in suo favore per ingiusto licenziamento.

### 2009
Il disegnatore Stephane Charbonnier detto Charb sostituì, quale direttore responsabile, Philippe Val, dopo la vicenda riguardante il licenziamento del disegnatore Siné, accusato di antisemitismo.

### 2015
In seguito all'attentato di cui il giornale fu vittima il 7 gennaio, le pubblicazioni ripresero regolarmente solo il 25 febbraio 2015, con Riss come direttore responsabile.

### 2016
Il 2 settembre 2016, in seguito al terremoto di Amatrice in Italia, che ha causato 298 vittime, viene diffusa in rete una vignetta riportata nella penultima pagina, nella rubrica delle "copertine rifiutate" dove sono raffigurate le vittime del disastro, in un gioco di parole culinario. Data l'indignazione sui social network e la minaccia di querela da parte del sindaco di Amatrice, la fumettista Coco risponde prontamente sulla pagina Facebook della rivista:
«Italiani… Non è Charlie Hebdo che costruisce le vostre case, è la mafia! »
Questa non placa affatto la polemica e l'ambasciatore francese a Roma, in una dichiarazione, prende le distanze dalla rivista.

### 2018
Nell'agosto 2018, in seguito al disastro del Viadotto Polcevera di Genova Charlie Hebdo ha pubblicato una vignetta provocatoria, dove viene anche sottolineato il presunto carattere xenofobo del neo Ministro dell'Interno Matteo Salvini.

### 2019
Charlie Hebdo, successivamente all'incendio che ha colpito la cattedrale di Notre Dame la sera tra il 15 e 16 aprile 2019, ha pubblicato una vignetta satirica raffigurante il presidente della repubblica Emmanuel Macron.

### 2024
Nell'agosto del 2024 il giornale è nuovamente al centro delle polemiche, questa volta oggetto di accuse da parte di due associazioni cattoliche per "incitamento e provocazione all'odio religioso" a seguito della pubblicazione di una vignetta raffigurante la Vergine Maria. L'illustrazione, apparsa il 16 agosto subito dopo la festa dell'Assunzione, è intitolata "Vaiolo delle scimmie: prima comparsa del virus in Europa" e raffigura la Madonna con i sintomi della malattia, in lacrime e a mani giunte, mentre è bersaglio di insulti provenienti da figure esterne alla scena.

## Attentati subiti

### Attentato del 2 novembre 2011

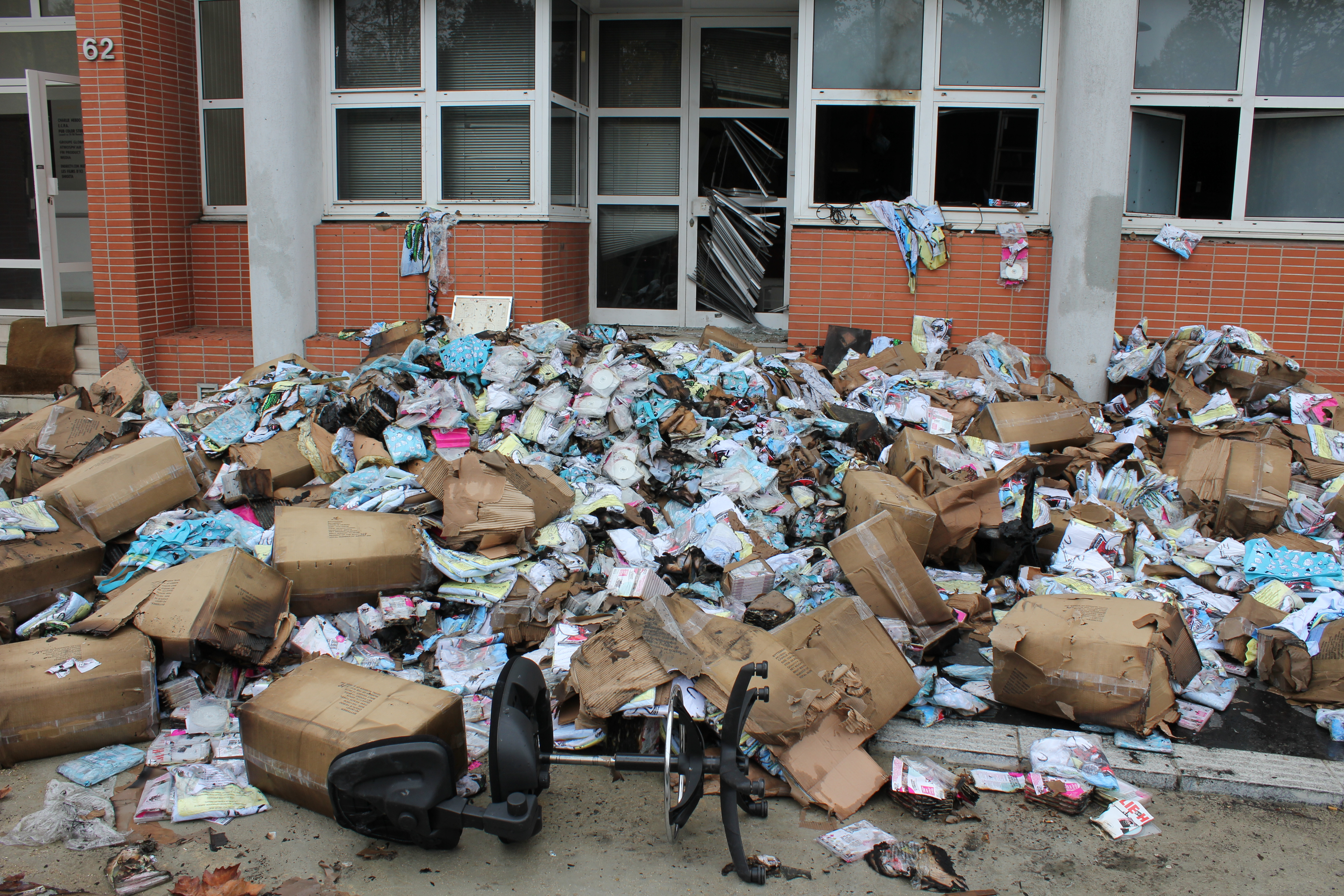
Gli uffici del Charlie Hebdo dopo l'attentato del 2 novembre 2011

Nella notte tra il 1° e il 2 novembre 2011 la sede del giornale venne distrutta a seguito del lancio di diverse bombe Molotov, appena prima dell'uscita del numero del 2 novembre dedicato alla vittoria del partito Ennahda alle elezioni in Tunisia dello stesso anno, in quanto, pur avendo questo formalmente rigettato le posizioni fondamentaliste islamiche, restava attiva una sua componente favorevole a ciò. Sulla copertina del numero in questione sono apparsi una vignetta satirica con Maometto che dice "100 frustate se non muori dalle risate" e il titolo "Charia Hebdo", gioco di parole tra Sharia e il nome del giornale. Anche il sito internet della rivista è stato bersaglio di un attacco informatico.

### Attentato del 7 gennaio 2015
Il 7 gennaio 2015, attorno alle ore 11.30, un commando di due uomini armati con fucili d'assalto Kalashnikov fece irruzione nei locali della sede del giornale durante la riunione settimanale di redazione, sparando sui presenti. Furono uccise dodici persone, tra le quali il direttore Stéphane Charbonnier detto Charb, diversi collaboratori storici del periodico (Cabu, Tignous, Georges Wolinski, Honoré) e due poliziotti; altre quattro persone della redazione rimasero ferite. Pochi istanti prima dell'attacco, il settimanale satirico aveva pubblicato sul proprio profilo Twitter una vignetta su Abu Bakr al-Baghdadi, leader dello Stato Islamico. Dopo l'attentato, il commando, che durante l'azione gridò frasi inneggianti ad Allah e alla punizione del periodico Charlie Hebdo, fuggì, uccidendo per strada un altro poliziotto. I due terroristi terminarono la fuga barricandosi in una piccola azienda in periferia di Parigi, morendo poi durante lo scontro a fuoco con le forze dell'ordine, il 9 gennaio.
Si trattò del più grave attentato terroristico in Francia dal 1961, fino a quello del 13 novembre 2015.
In seguito agli attentati, Charlie Hebdo tornò in edicola il 14 gennaio con il numero 1.178, con una tiratura di 7 milioni di copie e in 16 lingue. In Italia uscì allegato a Il Fatto Quotidiano, esaurendo subito le 268.000 copie. La redazione del settimanale fu ospitata per qualche tempo in quella del giornale Libération, per poi essere ulteriormente trasferita in un luogo segreto, sottoposto a particolari misure di sorveglianza e sicurezza. Dopo l'uscita di questo numero, le pubblicazioni ripresero regolarmente solo a fine febbraio 2015.

## Controversie

### Professeur Choron
Georges Bernier (Professor Choron, dal nome della strada del IX arrondissement di Parigi dove si trovava la sede di Charlie) era per ragioni storiche proprietario del titolo Hara-Kiri e di altri titoli delle Éditions du Square. Il titolo Charlie Hebdo non fu mai depositato legalmente. Era stato direttore di tutte le pubblicazioni hara-kiriane delle Éditions du Square, assicurandone la gestione finanziaria. Secondo Cavanna, senza lui, Hara-Kiri non sarebbe mai potuto esistere e le opere diventarono quindi, da Hara-Kiri hebdo, per la sola ragione dell'interdizione del primo. Se accettò di farsi carico di tutti i rischi finanziari (numerosi processi e vendite scarse per alcuni titoli), fu a causa della sua personalità un cattivo tesoriere.
Non proponendogli un posto all'altezza delle sue ambizioni nel nuovo Charlie-Hebdo del 1992, la sua reazione immediata fu di:
- lanciare un suo settimanale satirico chiamato Hara-Kiri, che ebbe molto poco successo e finì per sparire
- portare in tribunale Charlie-Hebdo lasciando a disposizione il titolo alla nuova squadra per sei mesi

Per ragioni strettamente giuridiche, i membri storici della redazione non fecero valere il loro diritto a essere insieme i legittimi detentori del titolo, ma gli fu contestato il diritto d'autore. Georges Bernier perse il processo: per decisione della III Camera del Tribunale de grande istance di Parigi, il 30 gennaio 1993, Cavanna è riconosciuto, di diritto, come l'autore del titolo.
Georges Bernier si scagliò violentemente contro Philippe Val nel suo mensile, Zéro, e lanciò un altro giornale satirico chiamato La Mouise, venduto da e per SDF. Non è mai stato né proprietario né collaboratore de La Grosse Bertha, e il suo risentimento non deriva dalla fine di quella squadra, ma dal fatto di essere stato escluso dal lancio del nuovo Charlie-Hebdo, in pratica dalla propria famiglia.

### Direzione di Philippe Val
Durante la direzione di Philippe Val (durata sino al 2009), il giornale conobbe delle polemiche in rapporto alla sua linea editoriale e al suo funzionamento interno:
- Philippe Val è stato criticato per una supposta conduzione del giornale troppo autoritaria, capitalista e, tra le altre cose, di aver licenziato giornalisti non graditi.
- Alcuni collaboratori di Charlie Hebdo come Olivier Cyran hanno partecipato al giornale CQFD. Libération ha descritto CQFD come il giornale degli scomparsi di Charlie Hebdo.
- Philippe Val rifiutava che Charlie Hebdo utilizzasse Internet per comunicare. Ha fatto chiudere un sito che faceva un riassunto settimanale delle edizioni di Charlie Hebdo.
- Benché indipendente da ogni introito pubblicitario, Charlie Hebdo ha concluso un accordo con Libération per la pubblicazione ogni settimana di una pubblicità con i titoli di questo giornale.
- Charlie Hebdo è stato criticato per una presunta carenza di memoria editoriale, Choron e altri redattori storici sarebbero stati in parte dimenticati.
- Cavanna ha definito il computer come un oggetto inutile per le persone, conseguenza della società di consumo.
- In occasione del referendum sulla Costituzione Europea nel maggio 2005, Philippe Val ha lanciato un appello a votare sì attraverso i suoi editoriali. Siné, Cavanna e Charb, nei loro articoli, hanno preso posizione per il no.
- Nell'estate 2008 la direzione è stata duramente criticata per il licenziamento di un vignettista storico, Siné, accusato di antisemitismo.

## Redazione

### Redattori
- Agathe André
- Jackie Berroyer
- Gérard Biard
- Michel Boujut
- Sylvie Caster
- François Cavanna
- Charb
- Mona Chollet
- Coluche
- Philippe Corcuff
- Olivier Cyran
- Delfeil de Ton
- Frederic H. Fajardie
- Antonio Fischetti
- Patrick Font
- Caroline Fourest
- Gébé
- Philippe Lançon
- André Langaney
- Luce Lapin
- Guillaume Lecointre
- Oncle Bernard (Bernard Maris)
- Patrick Pelloux
- Xavier Pasqini
- Michel Polac
- Professeur Choron
- Renaud
- Siné
- Jean-Baptiste Thoret
- Philippe Val
- Fiammetta Venner

### Disegnatori
- Bernar
- Cabu
- Charb
- Coco
- Gébé
- Honoré
- Kamagurka
- Jul
- Lefred-Thouron (lasciò il giornale nell'agosto 1996 quando un disegno sui problemi giudiziari di Patrick Font è stato rifiutato da Philippe Val)
- Luz (lasciò il giornale nell'ottobre 2015)
- Catherine Meurisse
- Reiser
- Riss
- Joann Sfar (lasciò il giornale nel 2005)
- Siné
- Tignous
- Philippe Vuillemin
- Willem
- Georges Wolinski
- Riad Sattouf
- Schvartz